# Lady D'Arbanville
Singles de Cat Stevens
Lovely City (When Do You Laugh)
(1969) Father and Son
(1970)
Lady D'Arbanville est une chanson de Cat Stevens, sortie en 45 tours en avril 1970. Elle est ensuite parue sur son troisième album, Mona Bone Jakon, sorti plus tard la même année.
C'est le premier single de Cat Stevens après avoir signé un contrat avec Island Records, avec les encouragements de son nouveau producteur, Paul Samwell-Smith, qui l'oriente vers le folk rock. Lady D'Arbanville a un son madrigal et évoque l'ancienne petite amie de Stevens, Patti D'Arbanville, qu'il met métaphoriquement au repos.

## Historique
Lady D'Arbanville est le premier extrait de son troisième album Mona Bone Jakon, qui prend une direction complètement différente de ses deux albums précédents. Bien que le premier album de Stevens se soit classé dans les hit-parades, et que les deux albums qu'il a enregistrés aient été publiés avec succès dans le hit-parade britannique, il s'agace du « style musical de Carnaby Street » et de « l'orchestration lourde » que son producteur, Mike Hurst du label Deram Records, privilégie. Juste à la fin de son deuxième album avec Hurst, Stevens contracte la tuberculose et un affaissement du poumon, ce qui nécessite une hospitalisation et un repos d'un an. Pendant cette période, il passe son temps libre à écrire plus de 40 chansons et, après un certificat de bonne santé, il négocie avec succès la résiliation de son contrat avec Deram Records, et choisit Paul Samwell-Smith d'Island Records comme nouveau producteur, qui encourage les inclinations de Stevens vers un genre folk rock émergent.
Alors que Stevens approche de la fin de sa période de rétablissement, il assiste à une fête réunissant des musiciens londoniens tels que Jimmy Page, Steve Winwood, Ginger Baker et Eric Clapton. Parmi les fêtards se trouve Patti D'Arbanville, une adolescente américaine qui poursuit une carrière de mannequin,, et qui s'est ensuite fait connaître en tant qu'actrice. Ils entament alors une relation amoureuse. D'Arbanville reste avec lui chaque fois qu'elle est à Londres, mais sa carrière l'emmène souvent à Paris et à New York. Après plus d'un an de vie commune, Cat Stevens est prêt à s'investir dans une relation plus sérieuse que ne l'est sa jeune et ambitieuse compagne. La chanson est enregistrée au début de l'année 1970 avant de sortir en avril 1970,.

C'est à New York que Patti D'Arbanville entend à la radio la chanson de Cat Stevens qui lui est consacrée. Elle réagit avec tristesse. Elle déclara plus tard : 

« J'ai besoin d'être seule pendant un certain temps pour faire ce que je veux. C'est bien d'être seule parfois. Steven [le prénom de Cat Stevens] a écrit cette chanson lorsque je suis partie pour New York. Je suis parti un mois, ce n'était pas la fin du monde, n'est-ce pas ? Mais il a écrit toute cette chanson sur "Lady D'Arbanville, pourquoi dormez-vous si tranquillement". C'est à propos de ma mort. Alors que j'étais à New York, pour lui, c'était comme si j'étais couchée dans un cercueil... Il a écrit cette chanson parce que je lui manquais, parce qu'il était déprimé... C'est une chanson triste ... J'ai pleuré en l'entendant, car c'est à ce moment-là que j'ai su que c'était fini pour de bon,. »

## Crédits
- Cat Stevens – chant, guitare, clavier
- Alun Davies – guitare, chœurs
- John Ryan – contrebasse
- Harvey Burns – percussion

## Classements
| Classement (1970–71)                    | Meilleure position |
| --------------------------------------- | ------------------ |
| Afrique du Sud (Springbok Top 20)       | 4                  |
| Allemagne de l'Ouest (Media Control)    | 23                 |
| Australie (Kent Music Report)           | 20                 |
| Belgique (Flandre Ultratop 50 Singles)  | 4                  |
| Belgique (Wallonie Ultratop 50 Singles) | 6                  |
| Canada (Top Singles)                    | 69                 |
| Espagne (AFYVE)                         | 11                 |
| France (SNEP),                          | 1                  |
| Liban (Radio Liban)                     | 2                  |
| Nouvelle-Zélande (Listener)             | 16                 |
| Pays-Bas (Nederlandse Top 40)           | 2                  |
| Pays-Bas (Nationale Hitparade)          | 2                  |
| Rhodésie (Hits of the Week)             | 13                 |
| Royaume-Uni (UK Singles Chart)          | 8                  |

| Classement (1970)              | Position |
| ------------------------------ | -------- |
| Belgique (Flandre Ultratop)    | 37       |
| France (SNEP)                  | 22       |
| Pays-Bas (Nederlandse Top 40)  | 36       |
| Pays-Bas (Nationale Hitparade) | 32       |
| Royaume-Uni (UK Singles Chart) | 84       |

## Reprises et adaptations
Plusieurs artistes enregistrent par la suite une reprise de la chanson. Dalida la reprendra également en français et en italien en 1970. Le groupe anglais And Also the Trees enregistre une reprise de Lady d'Arbanville en 1989 sur l'album Farewell to the Shade.

### Version d'Elton John
Elton John enregistre une version de Lady D'Arbanville en 1970, avant son succès en tant qu'artiste solo. Dans sa version, il remplace le mot « fill» (épanouissement) de l'original par le mot « pill ».
« My Lady D'Arbanville, why do you sleep so still?
I'll wake you tomorrow, and you will be my fille,
Yes, you will be my fille »
La version d'Elton John donne : « You will be my pill. », au lieu des paroles d'origine. La carrière d'Elton John décolle à peu près en même temps que celle de Cat Stevens, et les reprises qu'Elton John enregistre à cette époque, dont Lady D'Arbanville, restent obscures jusqu'à ce qu'elles paraissent finalement sur la compilation Chartbusters Go Pop en 1994.